# کونیسبورو
latitudeکونیسبوروlongitudeکونیسبورو
کونیسبورو (به انگلیسی: Conisbrough) یک منطقهٔ مسکونی در انگلستان است که در یورکشایر و هامبر واقع شده‌است.

## خصوصیات
کونیسبورو ۱۵٬۳۶۱ نفر جمعیت دارد.